# 君のぞらじお eternity
君のぞらじお eternity（きみのぞらじお エタニティー）は、テレビアニメ『君が望む永遠』およびOVA『君が望む永遠 〜Next Season〜』に関連したインターネットラジオ。関連番組に『マブラヴラジオ アンリミテッド』がある。2010年1月8日に放送を終了した。

## 概要
OVA『君が望む永遠 〜Next Season〜』が完結したことを受け、2008年12月26日に君のぞらじおの流れを汲む前身番組『君のぞらじお 〜Next Season〜』が終了したが、3ヶ月振りに『君のぞらじお eternity』として復活した。新番組のスタートにあたり、以前のラジオからスタッフが一新された。
パーソナリティは、栗林みな実（涼宮遙役）、水橋かおり（涼宮茜役）、谷山紀章（鳴海孝之）の3人。

### 番組概要
- 放送期間：2009年4月3日 - 2010年1月8日
- 配信サイト：君のぞらじおホームページ
- 配信方式：ストリーミング
- 配信日：隔週金曜日配信（『マブラヴラジオ アンリミテッド』との相互配信）
- 配信期間：配信日から10日間（翌々週月曜日まで）
- 放送時間：30分程度
- ファイル種類：Windows Media Audio（asx）

### 主題歌
- オープニングテーマ 「テレパシースターズ」
歌：涼宮遙（栗林みな実）&涼宮茜（水橋かおり）/作詞・作曲：栗林みな実/編曲：虹音
- エンディングテーマ 「となりにいるから。」
歌：涼宮遙（栗林みな実）&鳴海孝之（谷山紀章）/作詞：栗林みな実/作曲・編曲：飯塚昌明

## コーナー
君のぞ3人大喜利（仮）
「君のぞらじお」の人気コーナーだった「ひとり大喜利」をパーソナリティ全員が答えるコーナーとして復活。
目指せ! 君のぞ1分王!
声優の体内時計はどれくらい性格なのかを1分という時間を使って、調べていこうというコーナー。
アージュからのお知らせ
アージュ広報の斉藤Kと元アージュ社員（現在フリー）の熊川貴族がMCをつとめるアージュの告知コーナー。
斉藤K降板後は熊川と倉田まりやがその代役をつとめた。

## ゲスト
- 第18・19回放送分2009年12月11日・18日 - 吉住梢
- 第20回放送分2010年1月8日 - 吉住梢、浅井清己、ジョイまっくす